# Merionoeda puella
Merionoeda puella là một loài bọ cánh cứng trong họ Cerambycidae.